# Brittney Palmer
Brittney Palmer (San Diego, California; 24 de junio de 1987) es una chica del ring, artista y modelo estadounidense. Es más conocida por su trabajo como chica de octógono para la UFC, y fue galardonada con el premio Ringcard Girl of the Year de 2012 en los World MMA Awards y de nuevo en 2013 y 2019.

## Primeros años
Palmer comenzó su carrera en las artes escénicas bailando profesionalmente para el histórico espectáculo "Jubilee" en el Bally's y "X Burlesque" en el Hotel Flamingo. Tras un accidente de coche que dejó a Brittney postrada en la cama, estaba decidida a expresar su creatividad a través de la pintura y el arte. Palmer se comprometió a llevar su pasión al siguiente nivel trasladándose a Los Ángeles. Comenzó a trabajar con acrílicos, óleos y aerosoles en la Universidad de California en Los Ángeles, donde estudió Historia del Arte y Retrato Clásico.

## Carrera
En 2012 Palmer apareció en la portada del número de marzo de Playboy, convirtiéndose en la tercera ring girl en hacerlo, precedida por Rachelle Leah así como por Arianny Celeste. En los premios World MMA del 20 de enero de 2012, Palmer fue galardonada con el premio Ring Card Girl of the Year, prevaleciendo sobre Arianny Celeste para el premio de 2012 mientras que simultáneamente terminaba la racha de victorias de Celeste.

## Filantropía
Palmer ha recaudado más de 100 000 dólares en donaciones a través de sus cuadros con algunas de las mayores organizaciones, organizaciones benéficas y subastas del mundo. Destacan las galas de AMFAR en Milán, Hong Kong, Nueva York y Cerdeña. Ha sido artista embajadora de UNICEF.